# Дешифровка ронго-ронго
Дешифровка ронго-ронго, письменности острова Пасхи, обнаруженной в конце XIX века, до сих пор не осуществлена. Аналогично другим недешифрованным письменностям, существует множество гипотез относительно ронго-ронго, в том числе фантастических. Предположительно, содержание части одной таблички имеет отношение к лунному календарю, но даже эту часть пока не удалось расшифровать. Дешифровке препятствуют три обстоятельства: малое количество сохранившихся текстов (содержащих в сумме не более 15 000 знаков); отсутствие контекста для интерпретации текстов (иллюстраций или параллельных текстов на известных языках); а также то, что современный рапануйский язык подвергся сильному смешению с таитянским языком, поэтому вряд ли он близок языку табличек, особенно если они написаны в особом стиле речи (к примеру, представляют собой заклинания), а оставшиеся старорапануйские тексты сильно ограничены в жанре и могут не соответствовать табличкам.
С момента предложения Бутинова и Кнорозова в 1950-х годах большинство филологов, лингвистов и историков согласились с тем, что ронго-ронго — не настоящая письменность, а праписьменность, то есть идеографическая и ребусовая мнемоническая система, аналогично письму народа наси «дунба», что скорее всего делает её недешифруемой. Такой скептический настрой оправдан не только благодаря многочисленным провалившимся попыткам расшифровки, но и из-за крайней редкости самостоятельных систем письма. Пытавшиеся расшифровать ронго-ронго, опираясь на предположение о том, что это настоящее письмо, в основном считали его логографическим, реже — слоговым или смешанным. Статистически оно не выглядит ни строго логографическим, ни строго слоговым. Тема текстов неизвестна; различные исследователи предполагали, что они имеют генеалогический, навигационный, астрономический или сельскохозяйственный смысл. Устные предания позволяют предположить, что грамотны были очень немногие, а таблички считались сакральными.

## Записи с острова Пасхи
В конце XIX века, в период уничтожения общества рапануйцев работорговцами и эпидемиями, два любителя-лингвиста записали чтение и пересказ текстов с табличек от последнего рапануйца, который по его словам, мог читать эту письменность. Обе записи, как минимум, дефектны, и часто считаются бесполезными, однако это единственные данные от человека, который мог быть знаком с этой письменностью. Чешский этнограф Милослав Стингл писал о 3 рапануйцах, в разное время заявлявших разным европейским исследователям, что они якобы умеют читать таблички кохау ронго-ронго: Меторо, Уре Вае Ико, Томеника, последний из которых умер в 1914 году. Но на практике оказывалось, что все эти рапануйцы пели песни, держа таблички ронго-ронго в руках и не заглядывая в них. Когда исследователи просили их прочитать отдельные знаки этого письма, те не смогли сказать ничего вразумительного. В итоге некоторые исследователи пришли к выводу, что кохау ронго-ронго являются лишь неким священным мнемотехническим вспомогательным предметом.

### Жоссен
В 1868 году епископ таитянский Этьен Жоссен получил подарок от недавно перешедших в христианство жителей острова — верёвку из человеческого волоса, в которую была завёрнута табличка ронго-ронго, посчитанная ненужной. Он сразу же понял важность таблички и попросил жившего на Рапануи священника Ипполита Русселя собрать ещё табличек и поискать островитян, способных их читать. Руссель смог найти несколько табличек, но не нашёл знающих эту письменность. В следующем году на Таити Жоссен обнаружил работника с острова Пасхи по имени Меторо Тау’а Уре, который, по отзывам, знал таблички наизусть.
В промежутке с 1869 по 1874 годы Жоссен работал с Меторо, чтобы дешифровать четыре имевшиеся у него таблички: Табличка A «Тахуа», Табличка B «Аруку куренга», Табличка C «Мамари» и Табличка E «Кеити». Список дешифрованных ими знаков был опубликован после смерти Жоссена вместе с полным списком песнопений с табличек A и B. Он называется «списком Жоссена». Предполагалось, что эти таблички станут аналогом Розеттского камня для ронго-ронго, но этого не произошло. Среди прочих критических замечаний о расшифровке Жоссена имеется и такое: пять знаков были переведены как «фарфор», но на острове Пасхи этого материала не обнаружено. Это ошибка перевода: Жоссен назвал их «porcelaine», что по-французски означает одновременно и раковины каури, и похожую на них китайскую керамику. Глосс Жоссена pure также означает «каури».
Спустя почти столетие Томас Бартель опубликовал некоторые записи Жоссена. Он сравнил песнопения Меторо с параллельным текстом и обнаружил, что тот читал текст на Кеити слева направо на реверсе, но справа налево на аверсе. Жак Ги выяснил, что Меторо читал лунный календарь на Мамари задом наперёд и не узнал «очевидный» символ полной луны, чем продемонстрировал отсутствие понимания текста табличек.

### Томсон
Уильям Томсон, судовой казначей на паровом шлюпе USS Mohican, провёл 12 дней на острове Пасхи (с 19 по 30 декабря 1886 года) и за это время сделал впечатляющее количество наблюдений, представляющих интерес для дешифровки ронго-ронго.

#### Древний календарь
- Основная статья: Рапануйский календарь[англ.]

Среди прочих данных, полученных Томсоном, содержатся названия ночей лунного месяца и названия месяцев. Это стало ключом к расшифровке единственного понятого фрагмента на ронго-ронго, интересно, что в нём содержатся 13 месяцев, другие источники упоминают 12. Меторо критиковал Томсона за перевод слова анакена как «август», в 1869 году Руссель выяснил, что это июль, а Бартель считает, что он пропустил один месяц. Однако Ги просчитал даты новолуний с 1885 по 1887 годы и показал, что календарь Томсона попадает в фазы луны 1886 года, что позволило ему сделать заключение о том, что древние рапануйцы пользовались лунно-солнечным календарём, а месяц котути — вставной месяц, в который Томсон и посетил остров.

#### Декламации Уре Ва’е Ико
Томсону сообщили о старике по имени Уре Ва’е Ико, который утверждал, что способен понять большинство знаков, так как обучался чтению. Он был распорядителем у короля Нга’ары, последнего из монархов, умевших читать, не умел писать на ронго-ронго, но знал много песен и декламаций и мог читать по крайней мере один запомненный текст. Когда Томсон попытался одарить Уре Ва’е Ико подарками и деньгами в обмен на чтение табличек, тот отказался, так как христианские миссионеры запретили ему иметь с ними дело под угрозой невозможности спасения, а затем сбежал. Тем не менее, Томсон взял фотографии табличек Жоссена на Таити и в конце концов убедил Уре прочесть с них текст. Землевладелец англо-таитянского происхождения Александр Сэлмон записал под диктовку слова Уре, позже переведя их на английский.
| Слово                                   | Табличка    |
| --------------------------------------- | ----------- |
| Апаи [прим 6]                           | E (Кеити)   |
| Атуа Матарири [прим 7]                  | R ?[прим 8] |
| Эаха то ран ариики Кете [прим 9]        | S ?[прим 8] |
| Ка ихи уига [прим 10]                   | D           |
| Ате-а-ренга-хокау ити похераа [прим 11] | C (Мамари)  |
Сэлмон говорил на рапануйском не бегло, и, кроме Атуа Матарири, которая почти полностью состоит из личных имён, его перевод не соответствует транскрипции речи Уре. Сама транскрипция, хотя и выглядит заслуживающей доверия поначалу, к концу становится однозначно смехотворной: последняя песня, которую по переводу Сэлмона считают любовной песней, пересыпана таитянскими фразами и фразами из европейских языков (te riva forani → «французский флаг» и horoa moni e fahiti → заплатить за раскрытие тайны), чего не должно быть в доконтактном тексте.
Само название песни — смесь таитянского и рапануйского: «похера’а» — таитянское слово «смерть», по-рапануйски это «матенга». Уре был невольным информантом: даже с угрозами Томсон смог добиться от него сотрудничества лишь с помощью «веселящего напитка» (рома).
Неудивительно, что информация от отказывающегося сотрудничать и всё более пьянеющего носителя скомпрометирована.
Несмотря на всё вышесказанное, хотя никому не удалось сопоставить чтения Уре с текстами, они могут иметь ценность для расшифровки. Две первые песни, Апаи и Атуа Матарири, не содержат таитянизмов. Строки Атуа Матарири имеют форму X ки ’аи ки рото Y, ка пу те Z — «X, через вхождение в Y, пусть будет Z», при буквальном прочтении выглядят бессмыслицей:
Луна, войдя во Тьму, пусть будет Солнце (стих 25),
Убийство, войдя в Ската, пусть будет Акула (стих 28),
Жалящая муха, войдя в Рой, пусть будет Овод (стих 16).
Эти строки обычно интерпретируют как миф о сотворении мира, когда разнообразные сущности превращались в другие вещи. Однако они не соответствуют ни рапануйской, ни любой другой полинезийской мифологии. Ги отмечает, что фраза составлена похоже на описание китайских иероглифов: знак 銅 «медь» можно описать как «добавьте 同 к 金, чтобы получился 銅», и в буквальном прочтении это тоже может выглядеть бессмыслицей. Он предполагает, что табличка содержит инструкцию о том, как составлялись знаки ронго-ронго.

## Ненадёжные расшифровки
С конца XIX века о ронго-ронго появлялись всё новые теории. Большинство из них остались малоизвестными, за редким исключением.
В 1892 году австралийский педиатр Ален Керролл (англ. Alan Carroll) опубликовал перевод, основанный на предположении, что текст написан ханау-эпе, «длинноухими» аборигенами, на смеси кечуа и других месоамериканских. Ни метод, ни анализ, ни чтение знаков ронго-ронго не были опубликованы, возможно, из-за высокой стоимости подвижных литер. Керролл публиковал короткие обращения в Science of Man, журнале основанного им же Королевского антропологического общества Австралазии.
В 1932 году венгерский инженер с интересом к лингвистике Вилмош Хевеши (венг. Hevesy Vilmos) опубликовал статью, в которой утверждалось о родстве ронго-ронго и письменности долины Инда на основе поверхностного анализа формы знаков. Идея была не нова, но на этот раз её презентовал Академии надписей и изящной словесности китаист Поль Пеллио и подхватила пресса. Из-за отсутствия доступного корпуса ронго-ронго для сравнения подделка нескольких знаков Хевеши не была обнаружена некоторое время. Несмотря на то что обе письменности не дешифрованы, их разделяют 19 000 километров, 4000 лет и неизвестное число переходных форм, гипотеза Хевеши была воспринята настолько серьёзно, что для её развенчания к острову Пасхи в 1934 году была отправлена франко-бельгийская экспедиция под командованием Анри Лавашери и Альфреда Метро. Теории такого рода публиковали до 1938 года, причём в таких уважаемых журналах как Журнал Королевского антропологического общества.
С тех пор появилось множество сообщений о расшифровке, и ни одно из них не было признано другими специалистами по ронго-ронго. К примеру, Ирина Фёдорова опубликовала якобы переводы двух табличек целиком и фрагментов четырёх других. Она считала, что каждый знак является отдельной логограммой. Однако её переводы бессмысленны — к примеру, табличка P начинается так (лигатуры ронго-ронго в переводе переданы запятыми):
Он отрезал сахарный тростник ранги, батат тара, он резал много таро, стеблей (?), он резал батат, он собирал урожай, он резал батат, он резал, он выдёргивал, он резал хонуи, он резал сахарный тростник, он резал, он собирал урожай, он взял кихи, он выбрал кихи, он взял кихи…
Табличка P, лицевая сторона, строка 1
и так далее до конца:
он собирал батат, попоро, калабаш, он выдёргивал батат, он резал одно растение, он резал одно растение, батат, он резал банан, он собрал сахарный тростник, он резал таро, он резал батат каху, батат, батат…
Табличка P, аверс, строка 11
Остальные тексты аналогичны. К примеру, перевод календаря Мамари не содержит никаких упоминаний времени или Луны:
корень, корень, корень, корень, корень, корень, [много корней], клубень, он взял, он взял клубень картофеля, он выкопал проростки батата, клубень батата, клубень батата, клубень…
Табличка C, реверс, строка 7
Даже сама Фёдорова говорила о нём как о «переводе, достойном маньяка».
Более того, аллографы, найденные Поздняковым, Фёдорова интерпретировала как разные символы, так что, к примеру, параллельные тексты постоянно замещают мнимый глагол  ма’у «брать» на мнимое существительное  тонга «вид батата». Поздняков показал, что это варианты одного знака. Таким образом, словарь Фёдоровой состоит из 130 знаков; если бы в переводе использовались находки Позднякова, то там стало бы ещё больше повторений. Повторения — основная проблема всех теорий о том, что ронго-ронго — логографическое письмо.
Многие современные учёные считают, что, несмотря на то что множество исследователей сделали вклад в понимание ронго-ронго, в частности Кудрявцев, Бутинов, Кнорозов и Бартель, попытки дешифровки вроде тех, что делали Фёдорова и Фишер, «не имеют ни малейшего обоснования». Ни одна из них не соответствует главному условию: быть осмысленным приложением к существующим текстам.

## Харрисон
Джеймс Парк Харрисон, член совета Королевского антропологического института, заметил, что строки 3—7 таблички G содержат сложный знак — 380.1.3,  (сидящий знак 380 , держащую шест 1  с гирляндой (?) 3 ), повторённый 31 раз, каждый раз за ним следует от 6 до 12 знаков до следующего повторения. Он посчитал, что данное сочетание разбивает текст на фрагменты, содержащие имена вождей. Бартель позже обнаружил ту же комбинацию на табличке K, которая является пересказом таблички G (часто в последовательностях на K сочетание сокращено до 380.1 ), а также на A, где иногда встречается в виде 380.1.3 и 380.1; на C, E и S как 380.1; а в варианте 380.1.52 , на N. Иногда он встречается в виде сокращения 1.3  или 1.52 , без человеческой фигуры, но параллели в текстах позволяют предполагать, что они имеют ту же отделительную функцию. Бартель считал, что последовательность 380.1  означает тангата ронго-ронго (мастера ронго-ронго), который держит посох с надписями.

## Кудрявцев
В 1938 году трое ленинградских девятиклассников — Борис Кудрявцев, Валерий Байтман и Александр Жамойда — заинтересовались текстами табличек P и Q, которые хранились в Музее антропологии и этнографии. Они обнаружили, что на обеих табличках написан примерно один и тот же текст, и он же находится на H:
Небольшой повторяющийся фрагмент с H, P и Q
Бартель позже назовёт их «Большой традицией», но содержимое этих фрагментов остаётся загадкой.
Группа Кудрявцева позже заметила, что табличка K является пересказом реверса G. Незавершённые исследовательские записи Кудрявцева, погибшего в результате несчастного случая в эвакуации в 1943 г., были опубликованы посмертно. Многочисленные прочие параллельные фрагменты, более короткие, позже были обнаружены при помощи статистического анализа текстов табличек N и R, причём эти две содержали почти исключительно общие с другими табличками фразы, хотя и в другом порядке.
Обнаружение подобных общих фрагментов было одним из первых шагов к пониманию структуры письменности, так как это лучший способ обнаружения лигатур и аллографов, а следовательно — создания словаря знаков ронго-ронго.

Лигатуры: параллельные тексты Pr4-5 (верхний) и Hr5 (нижний) содержат фигуру (знак 200 ), держащую объект (знаки 8 , 1 , and 9 ) в P, может сливаться в лигатуру в H, где объект заменяет либо голову фигуры, либо руку. (В остальных местах фигуры животных упрощены до характерной черты — руки, головы — при слиянии с предыдущим знаком.) Здесь же видно два знака в форме руки (знаки 6  и 64 ), которые позже были сочтены аллографами. Три из четырёх человеческих и черепашьих силуэтов слева имеют лигатуру руки с шаром (знак 62 ), которую Поздняков считает частым знаком окончания фразы.

## Бутинов и Кнорозов
В 1957 году советские эпиграфики Николай Бутинов и Юрий Кноро́зов (последний в 1952 году дешифровал письмо майя) предположили, что повторяющиеся мотивы из 15 знаков в Gv5-6 (строки 5 и 6 аверса G) были родословной:
Если повторяющийся одиночный знак 200  — титул, например, «король», «вождь», а повторяющийся присоединённый знак 76  — патроним, то значение фрагмента примерно следующее:
Король A, сын короля B, сын короля C, сын короля D, сын...
и так далее.
Хотя никому не удалось подтвердить гипотезу Бутинова и Кнорозова, она считается правдоподобной. Если она верна, то можно идентифицировать последовательности, содержащие личные имена. Кроме того, табличка I оказывается списком имён, так как там находится 564 повторений знака 76, предполагаемого маркера отчества, что составляет четверть общего числа знаков (2320). В-третьих, последовательность 606.76 700, переведённая Фишером как «все птицы совокуплялись с рыбами», на самом деле означает (таким образом) сын 606 был убит. Табличка I, на которой 63 раз встречается знак 700 , ребус слова ика «жертва», будет частью фразы кохау ика (списка погибших на войне).

## Бартель
Немецкий этнолог Томас Бартель, который первым опубликовал корпус текстов на ронго-ронго, идентифицировал три строки на реверсе (сторона a) таблички C, также известной как Мамари, как лунный календарь. Ги предположил, что это запись правила, по которому определяются вставные ночи, добавляемые к месяцу для того, чтобы он соответствовал фазам Луны. Бертины предполагают, что текст содержит указания на то, куда следует помещать вставные дни. Календарь «Мамари» — единственный фрагмент, записанный ронго-ронго, чьё содержание считается понятым, хотя его невозможно прочесть.
В интерпретации Ги ядром календаря является последовательность 29 левосторонних полумесяцев («☾», окрашенных в красный цвет на иллюстрации справа. Рядом с ними находятся символы полной луны — , пиктограмма те нуахине ка: ’уму ’а ранги котекоте, «старухи, зажигающей земляную печьв небе», океанского аналога лица на Луне. Они соответствуют 28 основным и двум вставным ночам рапануйского календаря.
| Вводная последовательность |
| Вводные последовательности: два случая «вводной последовательности» Ca7, одна перед, а одна после знака полной луны. Рыба в середине последней инвертирована, а (в последовательности, за которой следует только полная Луна) знак длинношеей птицы отражён. |
Эти тринадцать ночей, начинающихся с новолуния, поделены на восемь групп с помощью вводных последовательностей из четырёх символов (на картинке выше отмечены фиолетовым), которые оканчиваются рыбой, подвешенной на струне (отмечена жёлтым). Последовательности содержат по два правосторонних полумесяца («☽»). Во всех четырёх последовательностях рыба перед знаком Луны обращена головой кверху; после — книзу, что, предположительно, означает увеличение и уменьшение Луны. Группировка полумесяцев отражает способ образования названий дней в старом рапануйском календаре. Два полумесяца ☾ в конце календаря, перед которыми находится расширенная вводная последовательность, означают две запасные вводные ночи.
Ги отмечает, что, чем дальше проходит орбита Луны от Земли, тем медленнее Луна движется, и тем чаще нужно вставлять лишние ночи. Он считает, что «вводная последовательность» — инструкция наблюдать за диаметром Луны, а надписные знаки в половину строки высотой (отмечены оранжевым), стоящие перед 6-й ночью до полнолуния и за 6-й ночью после означают небольшой видимый диаметр Луны в апогей, что вызывает вставку дополнительной ночи. (Первый маленький полумесяц соответствует положению хоту у Томсона и Метро.)
За семью (красными) календарными месяцами следуют другие (зелёные) знаки. Ги полагает, что некоторые из них означают слоги, составленные в виде ребусов, и соответствующие именам ночей в старом календаре. Две последовательности из шести и пяти ночей без таких знаков (7-8 строки) соответствуют двум группам по шесть и пять ночей кокоре, у которых нет отдельных названий.

## Фишер
В 1995 году независимый лингвист Стивен Фишер, ранее утверждавший о расшифровке Фестского диска, сообщил о том, что ему удалось «взломать код» ронго-ронго, и о том, что он единственный в мире дешифровал обе письменности. Десятилетие спустя его предположение считается преувеличением: он утверждает лишь о понимании одного типа предложений, но понять остальные типы ему не удалось.

### Дешифровка
Фишер замечает, что длинный текст 125-сантиметровой таблички I отличается от остальных текстов тем, что содержит некое подобие пунктуации: 2320 знаков текста разделены «103 вертикальными линиями в нечётных позициях», чего на других табличках не встречается. Знак 76 , идентифицированный Бутиновым и Кнорозовым как патроним, Фишер интерпретировал иначе: он прибавлен к первому знаку каждого фрагмента, а «почти все» фрагменты содержат три знака, первый из которых имеет «суффикс» 76.
Фишер посчитал, что знак 76 — это фаллос, а текст таблички представляет собой миф о создании мира, состоящий из сотен повторений X-фаллос Y Z, что он перевёл как X совокупилось с Y, получилось Z. Основной пример Фишера следующий:
расположен примерно посередине 12-й строки. Фишер счёл, что знак 606 значит «птица»+«рука», с добавленным «фаллосом»; знак 700 — «рыба»; 8 — «Солнце».
Так как рапануйское слово ма’у «брать» почти омофонично маркеру множественного числа мау, он постулировал, что знак 606 — маркер множественного числа, через переход «рука» → «брать», и переводил 606 как «все птицы». Знак фаллос он приравнял к глаголу «совокупляться», и последовательность 606.76 700 8 прочёл как «все птицы совокупились, рыба, Солнце».
Фишер подкреплял свою интерпретацию утверждениями о её «схожести» с «Атуа Матарири». Ниже приведён первый куплет по Сэлмону и по Метро (ни один, ни другой не отмечали долготы гласных и гортанных смычек):
Atua Matariri; Ki ai Kiroto, Kia Taporo, Kapu te Poporo.

«Бог Атуа Матарири и богиня Тапоро произвели чертополох»
Сэлмон
Atua-matariri ki ai ki roto ki a te Poro, ka pu te poporo.

«Бог злого взгляда, совокупившись с Круглотой (?), произвёл попоро (Паслён чёрный)»
Метро
Фишер предложил последовательности 606.76 700 8 (MANU:MA‘U.‘AI ÎKA RA‘Â), буквальное значение «птица: рука.пенис рыба Солнце», аналогичное чтение:
te manu mau ki ‘ai ki roto ki te îka, ka pû te ra‘â

«Все птицы совокупились с рыбой; отчего получилось Солнце».
Он утверждал, что подобные фаллические тройки содержатся и в других текстах, однако в них знак 76 встречается редко. Фишер предположил, что это более поздняя стадия развития письма, где система превратилась в X Y Z без фаллического символа. Он заключил, что 85 % корпуса текстов состоит из подобных песнопений о создании мира, и что в короткое время они будут расшифрованы.

### Возражения
Имеется несколько возражений на методику Фишера.
- Когда Эндрю Робинсон проверил тексты на предмет нахождения схемы, он обнаружил, что всего 63 из 113 последовательностей полностью соответствуют указанной схеме («63 — максимальное количество, если каждое утверждение Фишера трактовать в его пользу»)[57]. Знак 76  иногда встречается в изолированной позиции, иногда в сочетании с таким же, а иногда в «неправильной» части тройки или во всех её частях[прим 19]. Поздняков же смог найти тройки Фишера только в плохо сохранившемся тексте «Та» и в одной строке Gv, которую Бутинов и Кнорозов считают родословной[58].
- Поздняковы посчитали, что все четыре знака фишеровского основного сочетания составляют до 20 % корпуса. Соответственно, легко найти примеры, в которых «Солнце совокупляется с рыбой», а иногда — с «птицей». Фишер не упоминает получившийся хаотический текст, где всё копулирует со всем в разнообразных маловероятных комбинациях. Кроме того, очевидно, что этот «прорыв» — «фонетический»[39].
- Маркер множественного числа мау в рапануйском отсутствует, это элемент таитянской грамматики. Однако даже если бы аналогичный маркер и существовал, мау является таковым лишь перед существительным. После существительного «мау» — это прилагательное «настоящий, хороший»[47].
- Ни в одном полинезийском мифе не встречается сюжет о совокуплении птиц и рыб для получения Солнца. Фишер говорит о том, что это близко 25-му куплету Атуа Матарири[59], однако этот куплет приведён в переводе Сэлмона, который не соответствует рапануйской транскрипции:

Heima; Ki ai Kiroto Kairui Kairui-Hakamarui Kapu te Raa.
Метро даёт следующую интерпретацию:
He Hina [He ima?] ki ai ki roto kia Rui-haka-ma-rui, ka pu te raa.
«Луна (?) совокупившись с Темнотой (?) создала Солнце»,
и ни о птицах, ни о рыбах там не говорится.
- С чтением Фишера участок, идентифицированный как генеалогическая запись, становится семантически непонятным, несколько живых существ совокупляются с одной и той же человеческой фигурой, чтобы произвести сами себя[47]:

 [черепаха] совокупилась с  [человеком], что породило  [черепаху]
 [акула?] совокупилась с  [человеком], что породило  [акулу]
и т. п.
- Криптолог Томи Мелка пришёл к заключению о том, что гипотеза Фишера не может быть истинной для всей таблички, не говоря уже о других текстах[62].
- Лингвист-информатик Ричард Спроут (англ. Richard Sproat) не смог воспроизвести параллели, которые Фишер проводил между табличкой I и другими текстами. Он провёл приблизительное сравнение строк между всеми текстами и выяснил, что табличка I стоит от них в стороне:

В попытке проверить предположение Фишера об «отбрасывании фаллического символа», мы посчитали те же самые совпадения для варианта текста, из которого знак 76, фаллический символ, был убран. Предположительно, если бы во многих фрагментах других табличек находился текст, похожий на текст с таблички I, за исключением явно выраженного фаллоса, то вероятность найти совпадения между I и другими табличками повысилась бы без него. Результаты оказались теми же самыми: I всё ещё представляется изолированной надписью.
Оригинальный текст (англ.)As an attempt at a test for Fischer's "phallus omission" assumption, we computed the same string matches for a version of the corpus where glyph 76, the phallus symbol, had been removed. Presumably if many parts of the other tablets are really texts which are like the Santiago Staff, albeit sans explicit phallus, one ought to increase one's chance of finding matches between the Staff and other tablets by removing the offending member. The results were the same as for the unadulterated version of the corpus: the Santiago staff still appears as an isolate.
— Sproat 2003

## Поздняков
В 1950-х годах Бутинов и Кнорозов провели статистический анализ нескольких текстов и пришли к выводу о том, что язык текстов не полинезийский, либо они написаны в сокращённом телеграфном стиле, потому что в них нет знаков, сравнимых по частотности с полинезийскими частицами, аналогичными рапануйским артиклям te и he или предлогу ki. Эти находки использовались в качестве подтверждения того, что ронго-ронго является не письменностью, а мнемонической системой. Однако Бутинов и Кнорозов использовали коды Бартеля, которые Константин Поздняков отмечал как недопустимые для статистического анализа. Проблема, как отмечали и Бутинов, и Кнорозов, и сам Бартель, заключалась в том, что отдельные коды часто присваивались лигатурам и аллографам, как будто это независимые знаки. В результате, хотя транскрипция Бартеля впервые позволила вести дискуссию о содержании текста, она не пригодна для понимания его лингвистической структуры и мешала вести внутритекстовой поиск соответствий.
В 2011 году Поздняков выпустил препресс с анализом  таблички E (Кеити), включающий познаковое сравнение с транскрипцией у Бартеля (1958), где неверно идентифицированные знаки были исправлены по Хорли (2010).

### Пересмотр инвентаря знаков
Для разрешения проблемы Поздняков (1996) снова проанализировал 13 из хорошо сохранившихся текстов с целью идентифицировать все лигатуры и аллографы и добиться полного соответствия между графемами и их численным обозначением. Он заметил, что все тексты, кроме I и аверса G, состоят преимущественно из одних и тех же последовательностей знаков, записанных в разном порядке и в разном контексте. К 2007 году он идентифицировал около ста общих фраз, каждая длиной от 10 до 100 знаков. Даже если отбросить полностью параллельные тексты Gr-K и H-P-Q, половина остальных имеет подобный вид:

Варианты этой 21-знаковой фразы, с небольшими изменениями, найдены 12 раз в 8 из 13 табулированных Поздняковым текстов: Ab4, Cr2-3, Cv2, Cv12, Ev3, Ev6, Gr2-3, Hv12, Kr3, Ra6, Rb6 и Sa1. Среди прочего, такие фразы помогли установить порядок чтения на некоторых табличках.
Повторяющиеся последовательности начинаются и заканчиваются ограниченным набором знаков. К примеру, многие начинаются или кончаются (или и то, и то одновременно) знаком 62 (рука, кончающаяся кругом: ) или лигатурой, где знак 62 замещает крыло или руку фигуры (изображение см.  у Кудрявцева).
Выделение этих фраз позволило Позднякову определить, что некоторые знаки свободно варьируют как изолированно, так и в составе лигатур. Он предположил, что две руки 6  (четыре пальца с большим) и 64  (четыре пальца без большого), являются графическими вариантами друг друга, и замещают руки в других знаках:

Аллографы: аллографы руки (слева), а также некоторые из 50 пар аллографов в лигатурах, которым Бартель присвоил разные цифровые коды.
Аналогично Поздняков предлагает считать головы с открытыми ртами, как в знаке 380 , являются вариантами птичьих голов, так что вся серия Бартеля с 300 по 500 является либо лигатурами, либо вариантами знаков 600-й серии.
Несмотря на то, что некоторые знаки, сочтённые Бартелем аллографами, Поздняков отнёс к независимым, например, два варианта знака 27, , общее количество аллографов и лигатур сильно сократило 600-знаковый инвентарь Бартеля. Декодируя тексты с такими находками и заново сравнивая их, Поздняков смог найти вдвое больше общих фраз, что позволило ещё сильнее сократить количество знаков. К 2007 он вместе со своим отцом, первопроходцем российской информатики, пришёл к выводу о том, что 52 знака составляют 99,7 % корпуса. Таким образом он пришёл к выводу о том, что ронго-ронго — силлабическая письменность, смешанная с несиллабическими элементами, возможно, детерминативами или логограммами часто встречающихся слов (см. ниже). Анализ данных не опубликован.
| |    |     |     |     |     |     |     |     |     |     |     |     |
| 01 | 02 | 03  | 04  | 05  | 06  | 07  | 08  | 09  | 10  | 14  | 15  | 16  |
| |    |     |     |     |     |     |     |     |     |     |     |     |
| 22 | 25 | 27a | 28  | 34  | 38  | 41  | 44  | 46  | 47  | 50  | 52  | 53  |
| |    |     |     |     |     |     |     |     |     |     |     |     |
| 59 | 60 | 61  | 62  | 63  | 66  | 67  | 69  | 70  | 71  | 74  | 76  | 91  |
| |    |     |     |     |     |     |     |     |     |     |     |     |
| 95 | 99 | 200 | 240 | 280 | 380 | 400 | 530 | 660 | 700 | 720 | 730 | 901 |
| Знак 901 Впервые предложил Поздняков[70]. Инвертированный вариант 27b знака Бартеля под номером 27 (), судя по всему, является отдельным знаком. Хотя 99 выглядит как лигатура 95 и 14 , статистически он ведёт себя как отдельный знак, аналогично тому, как буква «Ы» не является лигатурой «Ь» и «I»[71]. |    |     |     |     |     |     |     |     |     |     |     |     |
Повторяющиеся фрагменты табличек кроме Gv и I позволяет Позднякову предположить, что они не являются полноценными и не имеют разнообразного содержания, как ожидается от историй или мифологических текстов. Нижеприведённая таблица инвентаря, составленного Поздняковыми, содержит символы, отсортированные по уменьшению частотности, и первые два ряда знаков составляют 86 % корпуса.
|  |  |  |  |  |  |  |  |  |  |  |  |  |
|  |  |  |  |  |  |  |  |  |  |  |  |  |
|  |  |  |  |  |  |  |  |  |  |  |  |  |
|  |  |  |  |  |  |  |  |  |  |  |  |  |

### Статистическое обоснование
Получив сильно сокращённый словарь, Поздняков смог проверить собственные теории о природе письма. Он вычислил распределение вероятностей знаков в десяти текстах (исключая табличку I) и определил, что оно совпадает с распределением слогов в древних рапануйских текстах, таких как Апаи, и почти идеально ложится в закон Ципфа. Он использовал это как подтверждение и того, что ронго-ронго — слоговое письмо, и того, что оно подходит для рапануйского языка. К примеру, наиболее частый знак, 6, и наиболее частый слог /a/, оба составляют до 10 % текста; слоги те и хе, которые Бутинов и Кнорозов сочли спорными, могут с результатами 5,7 % и 3,5 % быть ассоциированы с любыми распространёнными знаками ронго-ронго. В дополнение к этому, соединённые или смешанные знаки соответствуют количеству слогов как в текстах, так и в их лексиконе, что предполагает, что каждая комбинация знаков означает слово.
| Слогов в слове; Знаков в лигатуре | Полные тексты | Полные тексты | Словари знаков | Словари знаков |
| Слогов в слове; Знаков в лигатуре | Рапануйский   | Ронго-ронго   | Рапануйский    | Ронго-ронго    |
| --------------------------------- | ------------- | ------------- | -------------- | -------------- |
| Слогов в слове; Знаков в лигатуре | (n = 6847)    | (n = 6779)    | (n = 1047)     | (n = 1461)     |
| Один                              | 42 %          | 45 %          | 3.7 %          | 3.5 %          |
| Два                               | 36 %          | 32 %          | 40 %           | 35 %           |
| Три                               | 15 %          | 18 %          | 33 %           | 41 %           |
| Четыре или более                  | 7.1 %         | 5.2 %         | 23 %           | 21 %           |
| В среднем                         | 1,9 слога     | 1,9 знака     | 2,8 слога      | 2,8 знака      |
В обоих корпусах в текстах было намного больше односложных слов и отдельных знаков, чем в лексиконах. То есть, в обоих текстах крайне малое количество подобных форм очень часто встречается, что позволяет предположить, что ронго-ронго совместим с рапануйским, в котором есть небольшой набор очень частотных односложных грамматических частиц. Ронго-ронго и рапануйский также почти идентичны в распределении слогов/знаков, которые встречаются изолированно, в средней и конечной позициях в пределах слова/лигатуры.
Однако, хотя подобные статистические тесты продемонстрировали, что ронго-ронго совместим с рапануйским языком, слоговая — не единственная письменность, которая могла бы дать подобный результат. В рапануйских текстах примерно две дюжины частотных многосложных слов, к примеру, арики «вождь», ингоа «имя» и руа «два», имеют такую же частотность, как и слоги, тогда как другие слоги, к примеру, /tu/, менее частотны, чем такие слова.
Подозрение на то, что ронго-ронго может оказаться не полностью слоговым, поддерживается позиционными рисунками текстов. Распределение рапануйских слогов в многосложных словах и в знаках ронго-ронго в пределах лигатур очень похоже, что усиливает слоговые связи. Однако односложные слова и отдельные знаки ведут себя очень по-разному; в этом плане ронго-ронго вовсе не выглядит слоговым. К примеру, все знаки, кроме 901  встречаются изолированно, тогда как лишь половина из 55 рапануйских слогов могут существовать как односложные слова. Более того, среди слогов, встречающихся в изолированной позиции, частота такого поведения гораздо ниже, чем у знаков: всего три слога /te/, /he/, /ki/, встречаются более, чем половину раз изолированно (как грамматические показатели). Контекстный анализ может помочь объяснить это: тогда как рапануйские односложные слова являются грамматическими показателями, и обычно стоят перед многосложными существительными и глаголами, так что односложные слова редко встречаются вместе, изолированные знаки ронго-ронго обычно стоят рядом, что предполагает другую функцию. Поздняков выдвинул теорию о том, что причиной такого отличия может быть присутствие детерминативов, или двойное назначение знаков — для записи звуков и как логограммы в изоляции, как в письме майя. С другой стороны, ни один знак в изоляции не достигает частотности артиклей те и хе или предлога ки в тексте. Возможно, что эти частицы просто не записывали, но Поздняков предполагает, что они записаны вместе со следующим словом, как в классической латыни и арабском.
Ещё более усложняют задачу повторения. В рапануйском есть два вида повторения: удвоенные слоги в корнях (например, мамари), и грамматическая редупликация двусложных слов, как в слове ронго-ронго. В рапануйском словаре двойные слоги, как в «мамари», встречаются на 50% чаще, чем встречались бы при случайном распределении. Однако в текстах ронго-ронго аналогичные знаки типа AA лишь на 8% более вероятны. Аналогично, в рапануйском двусложные редуплицированные слова типа «ронго-ронго» в семь раз более часты, чем при случайном распределении, давая 25% словаря, а в ронго-ронго последовательности типа ABAB лишь вдвое более часты, давая 10% словаря. Если ронго-ронго — фонетическое письмо, то это расхождение должно быть объяснено. Поздняков предполагает, что возможно наличие знаков или модификаций знаков, обозначающих удвоение, к примеру, поворот направо и налево.

### Звуковые соответствия
Результаты статистического анализа будут испытывать сильное влияние любых ошибок в определении инвентаря знаков, а также отличиями от чисто силлабического представления, как «знак для редупликации». Также имеются значительные отличия в частотах появления отдельных слогов в рапануйских текстах, что делает прямую идентификацию сложной. Хотя Поздняков не смог с определённостью присвоить знакам чтения, статистика позволяет определить возможные.
Самый частотный рапануйский слог — те, — может быть выражен самым распространённым знаком, 200 , который ведёт себя не как фонограмма. Он, в основном, появляется в начальной позиции и чаще встречается в тексте, чем любой рапануйский слог — а оба этих признака характерны для артикля. Возможный знак для удвоения — 3 , который также очень частотен и ведёт себя не как фонограмма, но встречается в основном в финальной позиции.
Из-за повторений (таких, как ки ’аи ки рото в Атуа Матарири) статистику по частотам звуков лучше всего считать на списках слов (то есть, по каждому отдельно). Поздняков использовал несколько основных корреляций между ронго-ронго и рапануйским, чтобы сузить число возможных фонетических значений глифов ронго-ронго. К примеру, относительные частоты глифов в начальной, срединной и конечной позициях в лигатурах предположительно позволяют сопоставить их возможные звуковые значения с аналогично распределёнными слогами. К примеру, слоги, начинающиеся на нг, чаще встречаются в конце слова, чем в начальной позиции. Частотность, рисунок удвоений и редупликации, с другой стороны, позволяет ассоциировать знаки руки со слогами, состоящими из гласного звука:
- Частотность. Слоги, не содержащие согласных более частотны в рапануйском, чем слоги, начинающиеся на любой из согласных звуков. Среди гласных /a/ встречается более чем вдвое чаще любого другого. Таким образом, слоги, составляющие больше 3 % рапануйского лексикона, — это /i/, /e/, /a/, /o/, /u/; /ta/, /ra/, /ka/, /na/, /ma/; и /ri/. (Три самых частотных слога, /a/, /i/, /u/, составляют четверть корпуса.) Знаки, составляющие больше 3 % корпуса ронго-ронго, — 200 , 6  или , 10 , 3 , 62 , 400 , 61 . Как указано выше, 200 и 3 ведут себя не как фонограммы. Из оставшихся пяти четыре — конечности (руки и крылья)[86].
- Редупликация. Гласные в грамматической редупликации слоги без согласных также самые частотные; аналогично и знаки 6 , 10 , 61 , 62 , 901 , на всех них конечности[87].
- Удвоение. Среди удвоенных слогов, однако, слоги без согласных гораздо более редки. Четыре слога /i/, /a/, /u/, /ma/, удваиваются реже, чем если бы распределение было случайным. Три других знака также менее часты, чем по вероятности: 6 , 10  и 63 , два из них изображают руки или крылья[81].

| Самые частые           | знак 6 | знак 10 | знак 62 | знак 400 | знак 61  |
| Самые редуплицируемые  | знак 6 | знак 10 | знак 61 | знак 62  | знак 901 |
| Реже всего удваиваемые | знак 6 | знак 10 | знак 63 |          |          |
| Значение (?)           | /a/?   | /i/?    |         |          |          |
Исключительно высокие частоты знака 6  и слога /a/ везде, кроме дублированной позиции, позволяют предположить, что у 6 может быть чтение /a/. Поздняков с меньшей уверенностью предположил, что второй по частоте знак, 10 , может иметь чтение /i/.

### Возражения
Поздняков признаёт, что его анализ очень чувствителен к точности определения инвентаря знаков. Так как он не публиковал методики его определения, работу Позднякова невозможно проверить.
На 2008 год работа Позднякова удостоилась небольшого количества ответов. Исследователь Спроут (англ. Sproat) в публикации 2007 года предполагает, что эффекты распределение частот — простой результат закона Ципфа, и ни ронго-ронго, ни старинные тексты не репрезентативны для рапануйского, и их сравнение вряд ли приведёт к положительному результату.

## Де Лаат
Другая расшифровка, опубликованная за счёт автора, Мари де Лаат (англ. Mary de Laat), в 2009 году, покрывает три таблички, A, B и E. Хорли в 2010 году выпустил критический обзор. Все три текста, по де Лаату, состоят из диалога. Теория де Лаата незаурядна, однако, к примеру, лигатура 380.1 , которую он считает именем Таэа (по его предположению, Таэа убил свою жену), найдена в шести уцелевших текстах, что позволяет в таком случае считать Таэа одним из главных героев рапануйской традиции. Но подобного персонажа нет в сохранившейся устной литературе рапануйцев; лигатура идентифицирована Харриссоном как межстраничный разделитель, а Бартель обнаружил её параллели в формах 380.1.3 и 1.3. Однако в теории де Лаата 1.3 не может читаться как «Таэа». Участники диалогов в этом случае должны быть разными, и деление де Лаата «нестабильно». Кроме того, в его теории имеются серьёзные грамматические ошибки, а также прочтения, оказавшиеся заимствованиями из постколониального таитянского языка. В ответ на критику де Лаат начал «пересматривать» свои переводы.

## Гипотезы о подражании европейской письменности
Биолог Джаред Даймонд и некоторые другие исследователи предполагают, что кохау-ронго-ронго появились в результате знакомства туземцев с европейской письменностью при посещении острова Пасхи испанцами в 1770 году, или даже позже, в ходе рейдов перуанских работорговцев в 1862—1863 годах. Даймонд заявляет, что все 25 табличек ронго-ронго сделаны уже после контактов с европейцами, так как все они изготовлены из различных кусков деревьев, не произраставших на острове, и, вероятно, брошенных на острове мореплавателями (обломок весла и т.д.), а некоторые, возможно были сделаны туземцами специально для продажи миссионерам. Радиоуглеродная датировка таблички, находящейся в Берлинском музее, показала, что она была сделана между 1830 и 1870 годами и была изготовлена из дерева Thespesia populnea, которое произрастает как на острове Пасхи, так и на других островах Тихого океана. Науке неизвестны доказательства существования табличек ронго-ронго до 1864 года, когда их впервые увидел католический миссионер Э. Эйро.

## Комментарии
1. ↑  К примеру, Комри пишет: «Возможно, ронго-ронго использовалась для помощи в запоминании или в декоративных целях, не для записи языка рапануи» (It was probably used as a memory aid or for decorative purposes, not for recording the Rapanui language of the islanders)[2]
2. ↑  Это была табличка D.
3. ↑  Фишер считает, что это происходило в августе 1873 года.
4. ↑  Список и его английский перевод опубликованы на сайте Easter Island Home Page,[8] или без перевода по другим ссылкам
5. ↑  Englert (1993): "pure: морская ракушка (Cypraea caput draconis)" ]
6. ↑  Текст Апаи.[17]
7. ↑  The Atua Matariri text per Salmon.[18] и as corrected by Métraux. Архивировано 16 мая 2008 года.[19]
8. 1 2  Эти тексты приписаны табличкам R и S, однако это может быть ошибкой, так как у Томсона не было времени на подготовку недавно полученных табличек R и S. В 1891 г. Томсон опубликовал фото табличек R, S, B, C, D, E, H, так что возможно, что они относятся к B или H, если считать, что остальные песни названы верно.
9. ↑  Текст Eaha to ran ariiki Kete.[20]
10. ↑  Текст Ka ihi uiga.[21]
11. ↑  Текст Ate-a-renga-hokau iti poheraa.[22]
12. ↑  В таитянской орфографии — te reva farāni и hōro‘a moni e fa‘ahiti. Слово moni происходит от английского money,[23], а звука /f/ не существует в рапануйском. Фишер писал:

Так называемая «Любовная песня» Уре (Thomson, 1891:526), хотя и интересный пример рапануйской популярной песни 1880-х годов, была высмеяна 30 лет спустя информантами Рутледж, Кэтрин как «обычная всем известная любовная песня». (Routledge, 1919:248). Текст Уре также подводит из-за недавно заимствованных таитянских слов: te riva forani, moni и fahiti.
Оригинальный текст (англ.)Ure's so-called "Love Song" (Thomson, 1891:526), though an interesting example of a typical popular song on Rapanui in the 1880s, among Routledge's informants nearly 30 years later "was laughed out of court as being merely a love-song which everyone knew" (Routledge, 1919:248).
Once again Ure's text dismisses itself because of its recent Tahitianisms: te riva forani, moni, and fahiti.
— Fischer 1997a:101
13. ↑  Finally [Ure] took to the hills with the determination to remain in hiding until after the departure of the Mohican. [U]nscrupulous strategy was the only resource after fair means had failed. [When he] sought the shelter of his own home on [a] rough night [we] took charge of the establishment. When he found escape impossible he became sullen, and refused to look at or touch a tablet [but agreed to] relate some of the ancient traditions. [C]ertain stimulants which had been provided for such an emergency were produced, and […] as the night grew old and the narrator weary, he was included as the "cup that cheers" made its occasional rounds. [A]t an auspicious moment the photographs of the tablets owned by the bishop were produced for inspection. […] The photographs were recognized immediately, and the appropriate legend related with fluency and without hesitation from beginning to end.— Thomson 1891:515
14. ↑  Перевод Метро — «X при соединении с Y производит Z». Однако Ги замечает, что частица ка, которую Метро принял за прошедшее время глагола «производить», является маркером повелительного наклонения, а частица прошедшего времени — «ку». Фраза «ки рото» означает скорее «внутрь», чем «с», а глагол «’аи»  — переходный[25]
15. ↑  Кроме Фёдоровой и Фишера, сюда включают псевдоучёных вроде Жозе Имбелони, Барри Фелла[англ.][31], Эгберт Рихтер-Ушанас[англ.][32], Андис Каулинс[33], Микаэль Дитрих[34], Лорена Беттокки[35] и Сергея Викторовича Рябчикова[36]
16. 1 2 3  В переводе Позднякова (1996):
coupé canne à sucre rangi, igname tara, beaucoup coupé taro, des tiges (?), coupé igname, récolté, coupé igname, coupé, tiré, coupé honui, coupé canne à sucre, coupé, récolté, pris, kihi, choisi kihi, pris kihi…
Pr1
récolté igname, poporo, gourde, tiré igname, coupé, coupé une plante, coupé une plante, igname, coupé banane, récolté canne à sucre, coupé taro, coupé igname kahu, igname, igname, igname…
Pv11
racine, racine, racine, racine, racine, racine (c'est-à-dire beaucoup de racines), tubercule, pris, coupé tubercule de patate, déterré des pousses d'igname, tubercule d'igname, tubercule de patate, tubercule, …
Cr7
17. ↑  [I]ls ne sont pas accompagnés de la moindre justification.[41]
18. ↑  Познаковый анализ 1998 года, включающий возможные ребусы и чтения, см. у Ги в The Lunar Calendar of Tablet Mamari[51].
19. 1 2  См., например, рис. 2 статьи Фишера[54] в начале строки I5 (по Фишеру, 8-й), где вертикальная черта обводит некоторые тройки X-Y-Z. Он переводит их как: 
| X.76 Y Z X.76 Y Z A A | X.76 Y Z | X.76 Y Z | X.76 Y Z X.76 Y Z X.76 Y Z | X.76 Y Z X.76(?) Y Z X.76 Y Z | X.76 Y Z | X.76 Y Z X.76 Y Z X.76 Y Z Z | X.76 Y Z | X.76 Y |,
Тем не менее, далее текст продолжает последовательность
| X.76 76 Z.76 A B X.76 76 Z.76 | и пр.
что нарушает последовательность как в плане троек, так и в расположении «фаллоса». Этого не видно на рисунках Фишера, но заметно в полном тексте.
20. ↑  В списке Жоссана 600 (606 без руки) сочтён фрегатом или летящей птицей (стр. 4), 700 — рыбой (стр. 4), а 8 — то как Солнце, то как звезда, то как огонь (стр. 2–3). 76 не идентифицирован[55]
21. ↑  Фишер был знаком со статьёй Бутинова и Кнорозова и называл их работу «вехой в изучении ронго-ронго». Однако он отверг их гипотезу: «К сожалению, доказательство [Бутинова] снова, как и в 1956 году, состоит из «родословной», которой Бутинов полагает текст, нанесённый на «Малую табличку из Сантьяго» [табличка Gv]. В действительности этот текст оказался песней о сотворении мира, и его структура X1YZ принципиально отличается от того, как Бутинов разбил это текст»[61]
22. ↑  Поздняков не табулировал короткие тексты J, L, X; фрагменты F, W, Y; плохо сохранившиеся тексты M, O, T–V, Z; а также табличка D, хотя он нашёл несколько общих последовательностей с Y и обсуждал порядок чтения D. С другой стороны, он замечает, что у T имеются общие короткие фрагменты с I и Gv, но не другими текстами[58]
23. ↑  Остальные 0,3% — две дюжины знаков с ограниченным распространением, многие из них гапаксы. Данный анализ не проводился над табличкой I, которая содержала ещё три или четыре частотных знака.
24. ↑  Относительное распределение знаков зависит от типа письма. К примеру, логографическое письмо будет иметь выраженную разницу между лексическими и грамматическими словами, как очень частотны рапануйский артикль te, тогда как в слоговом письме распределение будет более равномерно, а в алфавитном письме — ещё более равномерно. Тем не менее, если ронго-ронго записан в телеграфном стиле, где грамматические слова опущены, что возможно из-за недостатка дерева на острове, то ситуация осложняется. Поздняков также сравнил распределения с «несколькими прочими языками» и обнаружил, что они не соответствуют ронго-ронго: «le calcul des fréquences dans plusieurs autres langues montre des distributions très différentes de celle qui est typique de l'écriture pascuane».[74]